# Johann Aulegk
Johann Aulegk (4. ledna 1851 Šternberk – 27. července 1919 Olomouc) byl moravský stavitel, autor a spoluautor mnoha obytných i veřejných budov na Moravě, především v Olomouci.

## Život
Narodil se do rodiny stavitele a pozdějšího šternberského starosty Johanna Aulegka st. (1815–1873). Stavitelské profesi se kromě otce věnoval také dědeček Vincenz Aulegk (1772–1849), strýc Johann (Evangelista) Hermann Aulegk, činný ve Slavkově u Brna, a bratr Rudolf Aulegk (1858–?) působící ve Frýdku-Místku.
Johann Aulegk junior složil ve Šternberku ve třiadvaceti letech stavitelské zkoušky a roku 1875 přesídlil do Olomouce, kde získal stavitelskou koncesi vstupem do společného podniku s Romanem Zapletalem (1848–1902) z Holice. Roku 1875 se také oženil s Annou Vidanić (nebo také Widanitsch, 1853–1922) pocházející z chorvatského Záhřebu. Postupně se jim narodily dvě dcery, Rosina (1875–1901) a Gisella (1879–1922).

V Olomouci byl velmi společensky a politicky aktivní, byl členem řady spolků a profesních sdružení, mj. Obchodní a hospodářské komory a jejího rozhodčího soudu, Sdružení moravskoslezských stavitelů, okrašlovacího spolku pro Úřední čtvrť, bruslařského klubu, čestným členem městského ostrostřeleckého spolku.

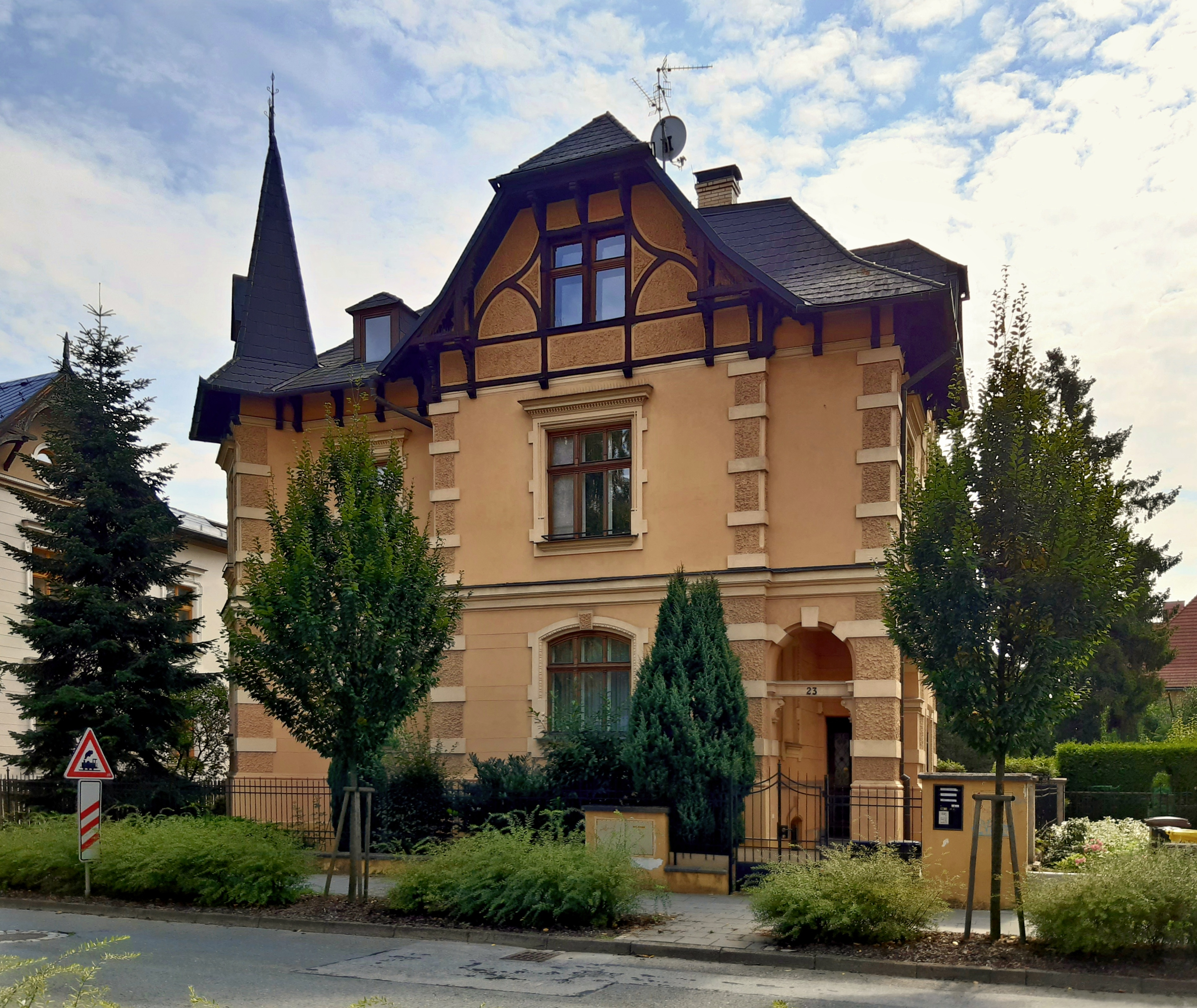
Vlastní vila Johanna Aulegka, tř. Svornosti 23, Olomouc

Po smrti Romana Zapletala se v roce 1902 osamostatnil, dostihla jej však krize ve stavebnictví a v roce 1909 se jeho firma dostala do konkurzu. Až do své smrti se pokoušel živit jako realitní makléř.
Zemřel v 68 letech na infarkt. Byl pohřben v rodinném hrobě na Ústředním hřbitově v Olomouci-Neředíně, hrob však byl po 2. světové válce zrušen.

## Dílo
Postavil a zřejmě také navrhl velké množství obytných, užitných, průmyslových, školních a sakrálních staveb ve stylu historismu a secese. Jeho firma se věnovala také náročným zakázkám na výstavbu silnic, mostů, inženýrských sítí, sanačním pracím. V Olomouci se podílela na bourání městských hradeb a výstavbě některých klíčových ulic, mj. nádražní třídy.
Se jménem firmy Aulegk & Zapletal je v Olomouci spojen zejména rozvoj Dómské čtvrti, Úřední čtvrti a okolí Terezské brány. Firma realizovala také řadu návrhů významných architektů, jako byli Jakob Gartner, Max Fleischer a Gustav Meretta.

## Soupis realizací

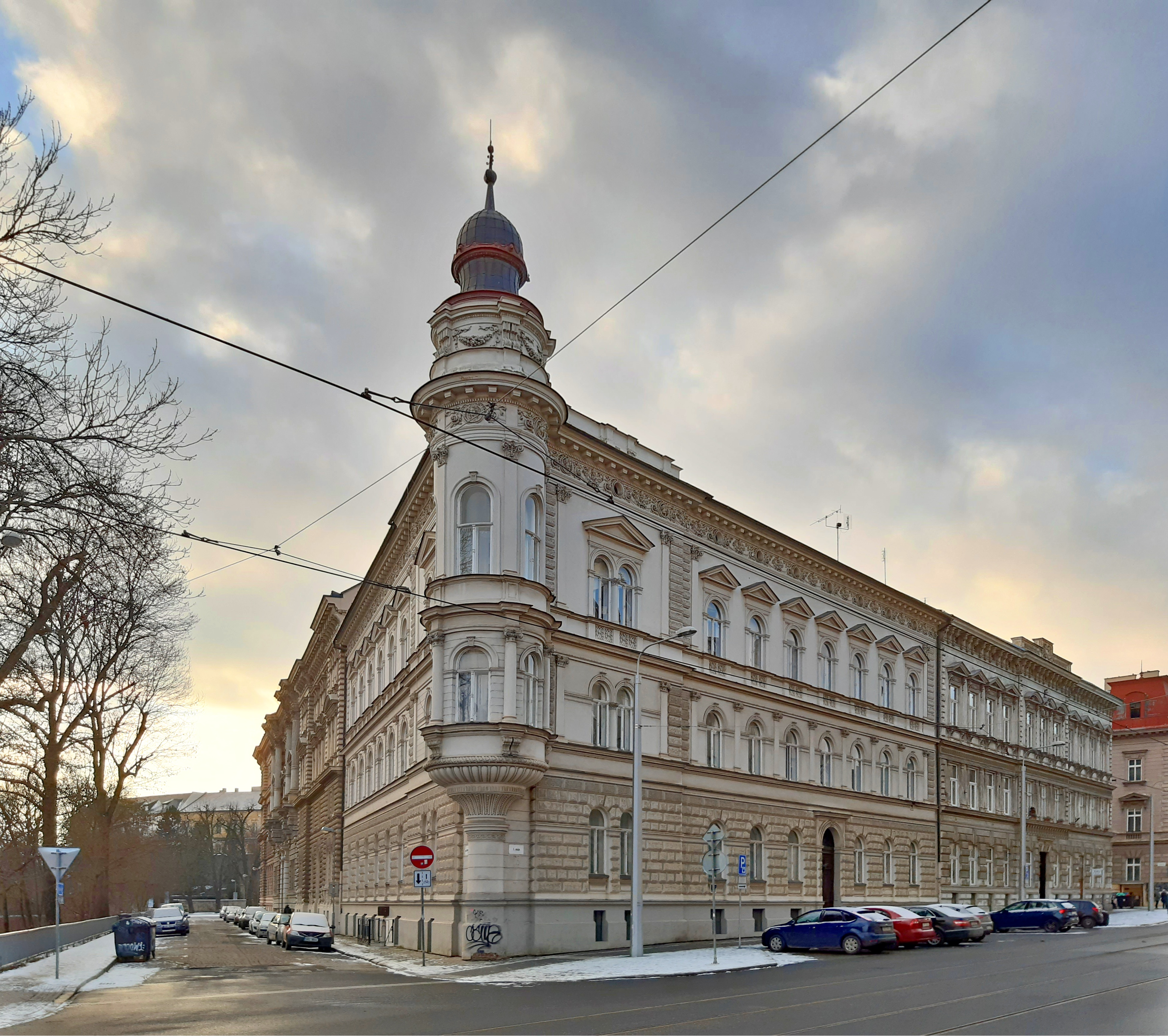
Nájemní dům Ernsta Nechwatala, tř. 1. máje 44, Olomouc

Veškeré údaje čerpají ze soupisu díla podle Jana Jeništy.

### Olomouc
- 1883 – nájemní dům Romana Zapletala, Komenského 1
- 1883–1884 – stavební úpravy pevnostních pozemků v okolí Terezské brány
- 1884 – nájemní dům Berthy Langerové, tř. 1. máje 42
- 1884 – nadstavba Hauenschildova paláce, Dolní nám. 38
- 1884 – Loosova parní pekárna, Erbenova 2 a 4
- 1884–1886 – I. zeměbranecká kasárna, Masarykova 1
- 1884–1886 – II. zeměbranecká kasárna, Žižkovo nám. 4
- 1886 – Zeměbranecká jízdní kasárna, Holická 31
- 1886 – nájemní dům Romana Zapletala, tř. 1. máje 38
- 1886 – nájemní dům Karla Mayera, Palackého 22
- 1886 – vila Willibalda Müllera (návrh Carl Wischin), Dvořákova 3
- 1886 – nájemní vila Ernsta Troppera (návrh C. Wischin), Dvořákova 1
- 1886 – vily spolku úředníků (návrh C. Wischin), Žilinská 4, 6 a 8, Litovelská 19 a 21
- 1886–1887 – nájemní dům Ernsta Nechwatala, tř. 1. máje 44
- 1887 – nájemní domy Johanna Aulegka, Litovelská 8 a 10

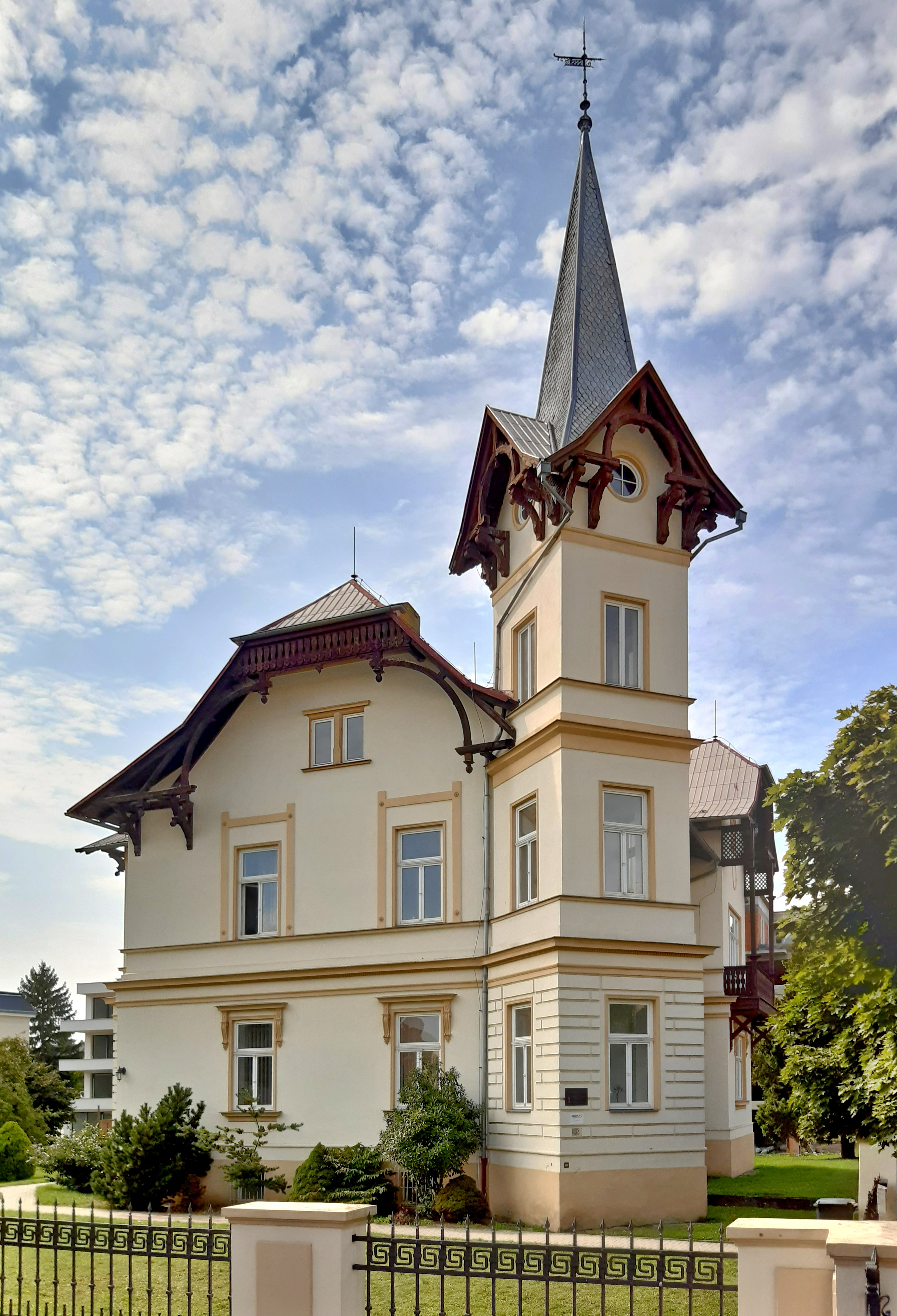
Vila Adele Smolkové, Žilinská 5, Olomouc

1887–1888 – administrativní a obytný dům spolku úředníků, Litovelská 17
- 1887–1888 – vila Johanna Jackla, Dvořákova 7 (nedochováno)
- 1887–1888 – nájemní vila Adele Smolkové, Žilinská 5
- 1887–1888 – kostel sv. Urbana v Holici, náves Svobody
- 1888 – výstavba Masarykovy třídy
- 1893–1894 – nájemní dům s mlýnem Hanse Passingera, Mlýnská 4
- 1895 – tabákový sklad, Pasteurova 16
- 1895–1896 – nájemní dům Betty Kremerové, Masarykova 3
- 1895–1896 – vila Eduarda Hamburgera (návrh J. Gartner), Vídeňská 2
- 1895–1897 – synagoga s rabínským domem (návrh J. Gartner), Palachovo nám. (nedochováno)
- 1896 – vila Ignáce Briesse (návrh J. Gartner), Vídeňská 8
- 1896 – vila Wilhelma Briesse (návrh J. Gartner), Vídeňská 4
- 1896 – vila Josepha Bermanna (návrh J. Gartner), Vídeňská 6

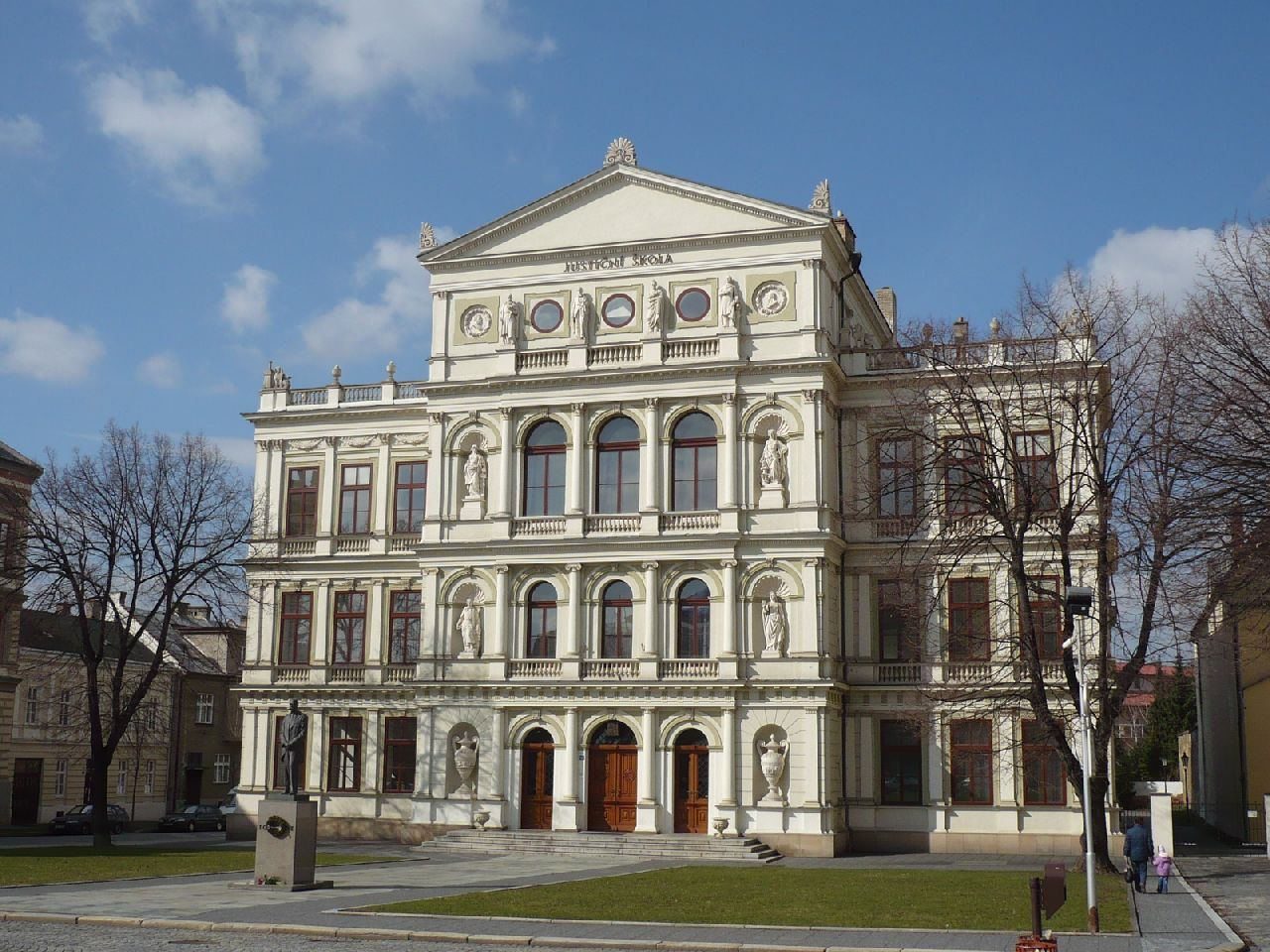
Německá reálka (dnes Justiční akademie) v Kroměříži

- 1896 – společenský sál v domě Johanna Englische (návrh J. Gartner), Palackého 21
- 1896–1897 – vila Hanse Passingera (návrh J. Gartner?), Vídeňská 12
- 1896–1897 – vila Edmunda Tumy, Vídeňská 10
- 1896–1897 – nájemní dům Romana Zapletala (návrh J. Gartner?), Palackého 8
- 1896–1897 – nájemní dům Alberta Redlicha (návrh J. Gartner), Pekařská 17
- 1897 – závodní dráha pro cyklistický klub, ul. Šantova (nezachováno)
- 1898 – nájemní dům Samuela Jellinka (návrh N. Tropp), Riegrova 12
- 1899 – porodní pavilon v Zemské nemocnici, ul. I. P. Pavlova
- 1899 – dostavba městské plynárny, ul. Wolkerova (nezachováno)
- 1900 – nájemní vila Johanna Aulegka, Svornosti 23
- 1901–1903 – Dělostřelecká kasárna na Šibeníku, ul. Na Šibeníku
- 1901–1903 – Posádkový soud s věznicí, tř. 17. listopadu 44
- 1902–1903 – nájemní dům Jana Popelky, Horní nám. 3
- 1904 – žulový sokl sloupu Nejsvětější Trojice, Horní nám.
- 1905–1906 – Nájemní dům Ferdinanda Haase, Komenského 23.

### Mimo Olomouc
- 1875–1877 – Německá vyšší reálka v Kroměříži (návrh G. Meretta), dnes sídlo Justiční akademie, Masarykovo nám. 15
- 1889–1890 – rekonstrukce a dostavba zámku v Tovačově (návrh M. Fleischer), Cimburkova 1
- 1890 – parní pila v Mohelnici (nezachováno)
- 1890–1891 – Gutmannův cukrovar v Anníně u Tovačova (nezachováno).